# Forteresse de Borač
La forteresse de Borač (en serbe cyrillique : Град Борач ; en serbe latin : Grad Borač) est située à Borač, dans la municipalité de Knić et dans le district de Šumadija, en Serbie. Elle est inscrite sur la liste des monuments culturels de grande importance de la République de Serbie (identifiant no SK 355).
Le monument historique est constitué de trois ensembles : la forteresse elle-même, l'église Saint-Michel et le vieux cimetière,.

## Localisation
Les ruines de la forteresse se trouvent à 7,50 km au nord de Knić, dans la vallée de la rivière Gruža, au sommet du Borački krš.

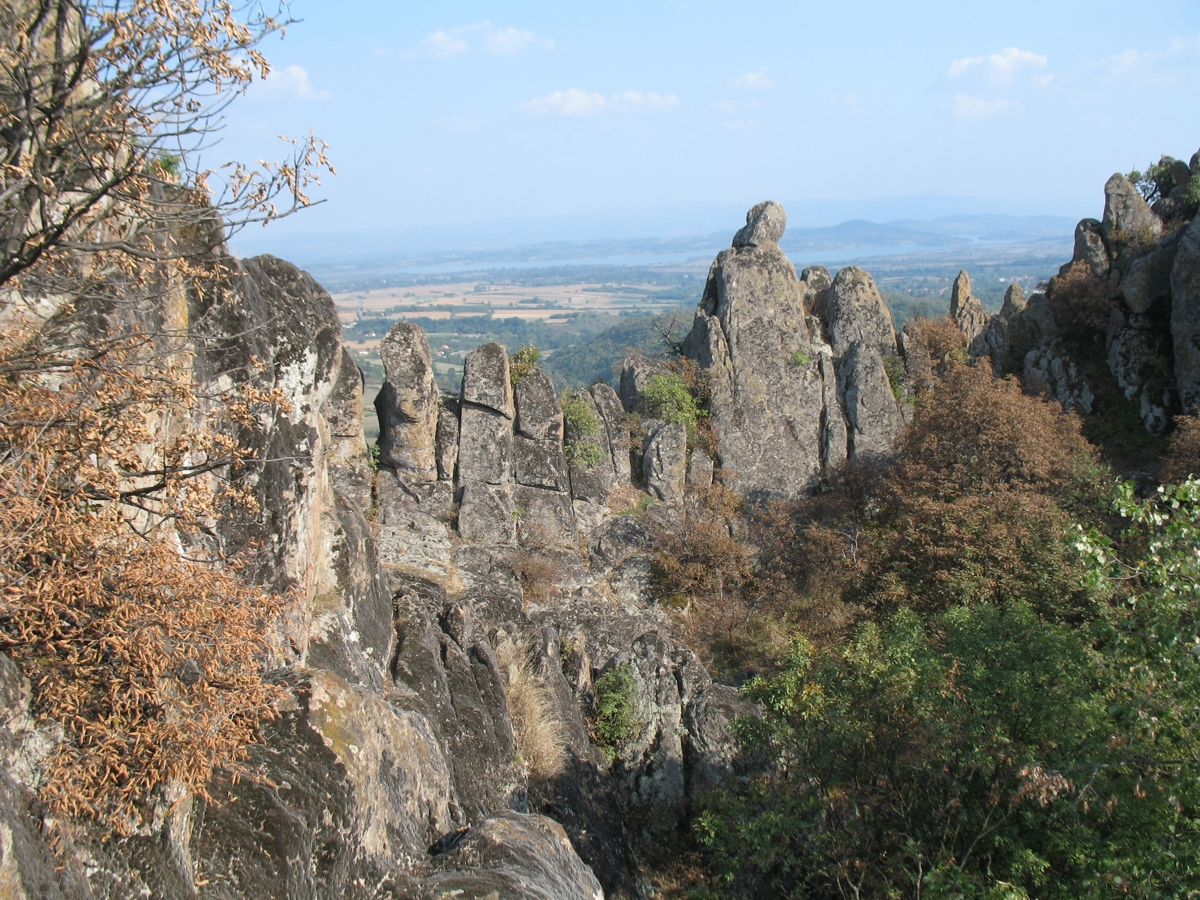
Le Borački krš.

## Forteresse
Borač était déjà le siège d'une župa du même nom au XIIIe siècle, lorsque la localité s'est fortement développée à l'époque du despote Stefan Lazarević. Mentionnée pour la première fois au XIVe siècle, la forteresse a ainsi été bâtie beaucoup plus tôt. Elle mentionnée en 1389, lorsque le roi de Hongrie Sigismond de Luxembourg s'empare de la forteresse de Borač et de la forteresse de Čestin.
La forteresse a été construite en tenant compte de l'escarpement du terrain si bien qu'elle n'était accessible que par le nord de la colline.

## Église

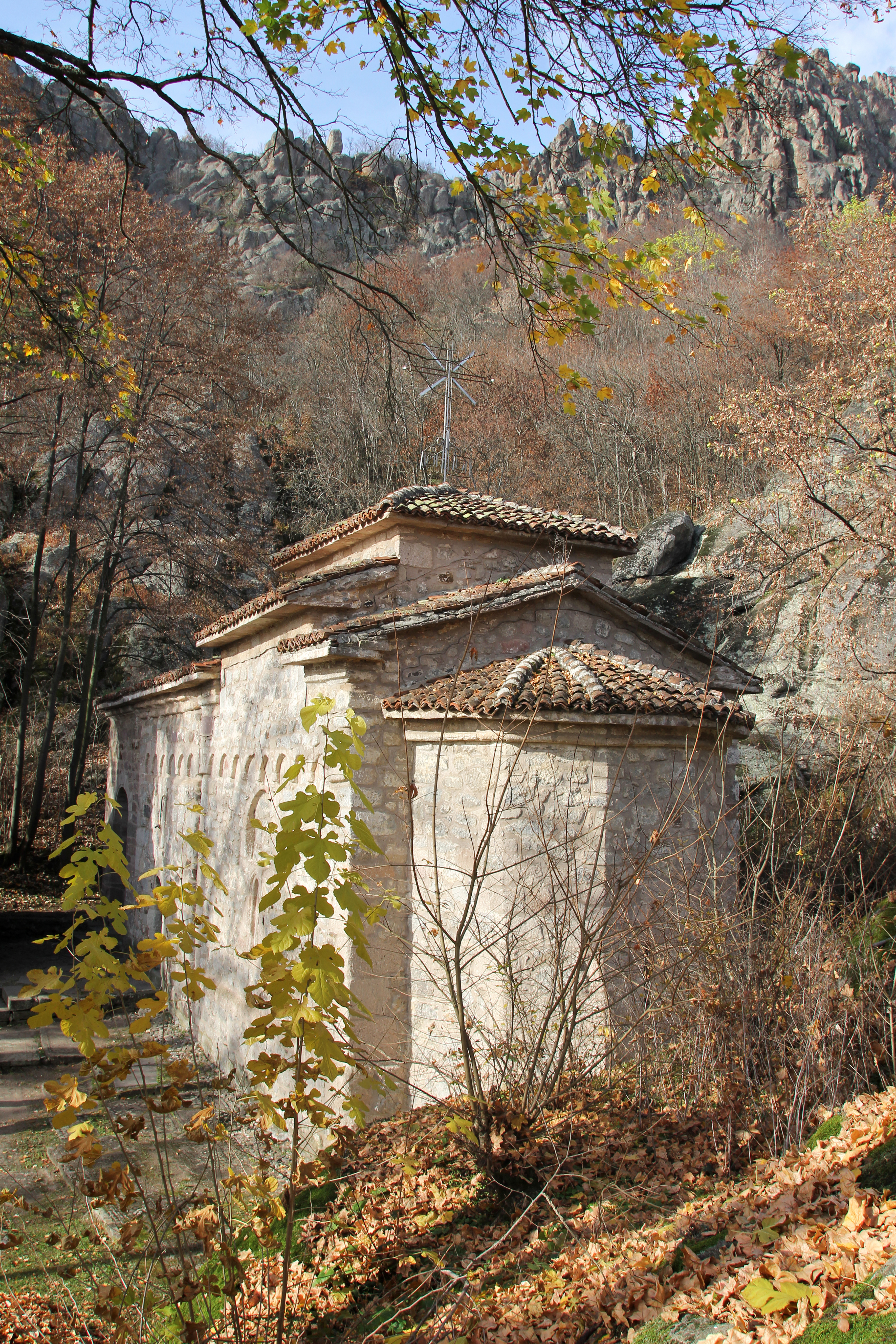
Vue de l'église Saint-Michel.

Le long des falaises sud se trouve une église dédiée à l'archange saint Michel. Elle est constituée d'une nef unique avec une coupole reposant des consoles ; la nef est précédée d'un narthex et d'un porche ajoutés au XIXe siècle. Si l'on en juge d'après une inscription figurant au-dessus du portail occidental, elle a été construite avant 1553.
À l'intérieur, des fresques ont été réalisées grâce au protoprêtre Jovan, à l'époque de l'évêque Makarije, qui a été le premier chef du Patriarcat de Peć rétabli en 1557 par Mehmed pacha Sokolović. Les fragments de peintures murales évoquent l'école crétoise de la première moitié du XVIe siècle, tout comme les modèles et le programme iconographique. Certains éléments architecturaux comme les frises en arcatures aveugles rappellent les constructions de l'école moravienne.

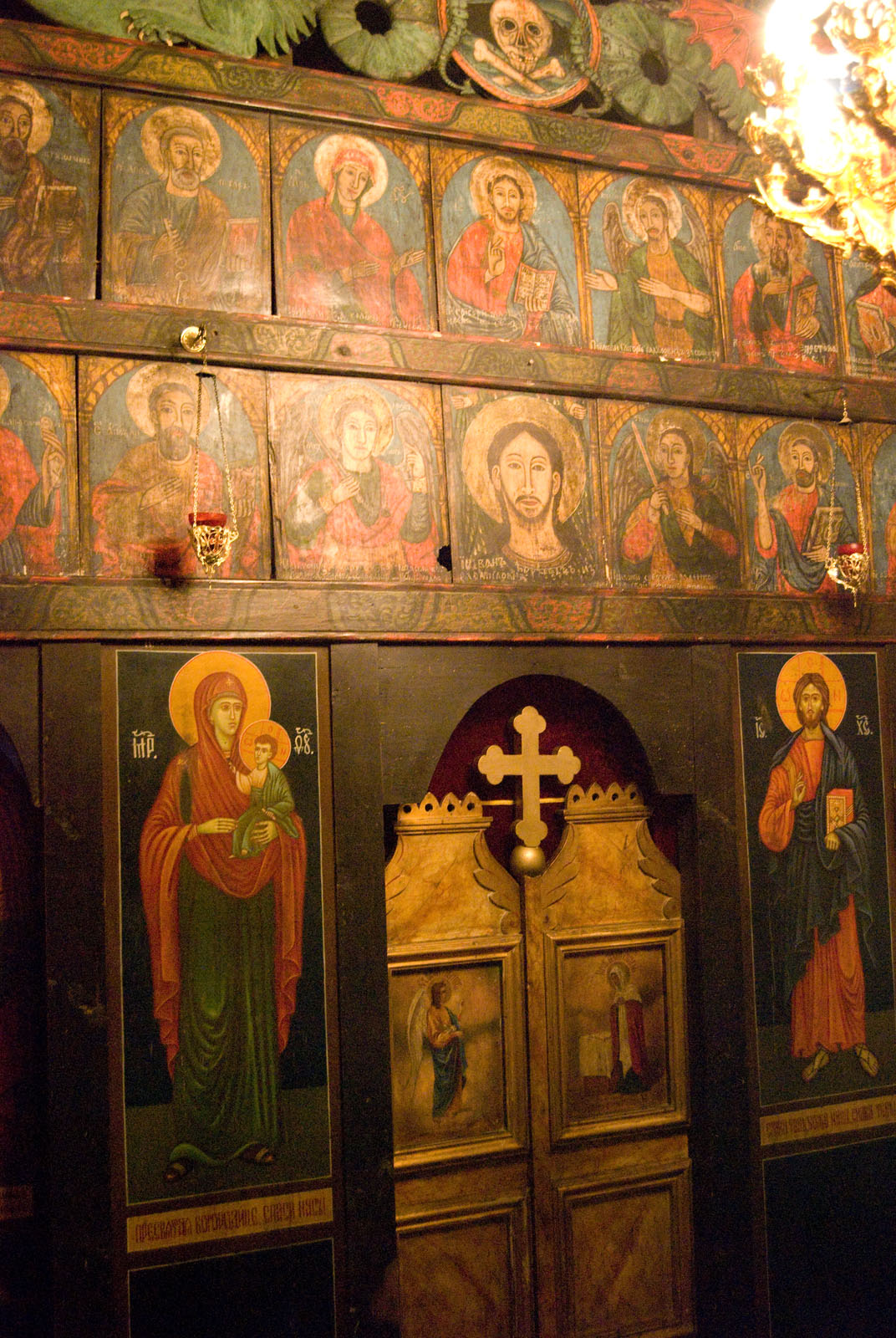
Vue de l'iconostase.
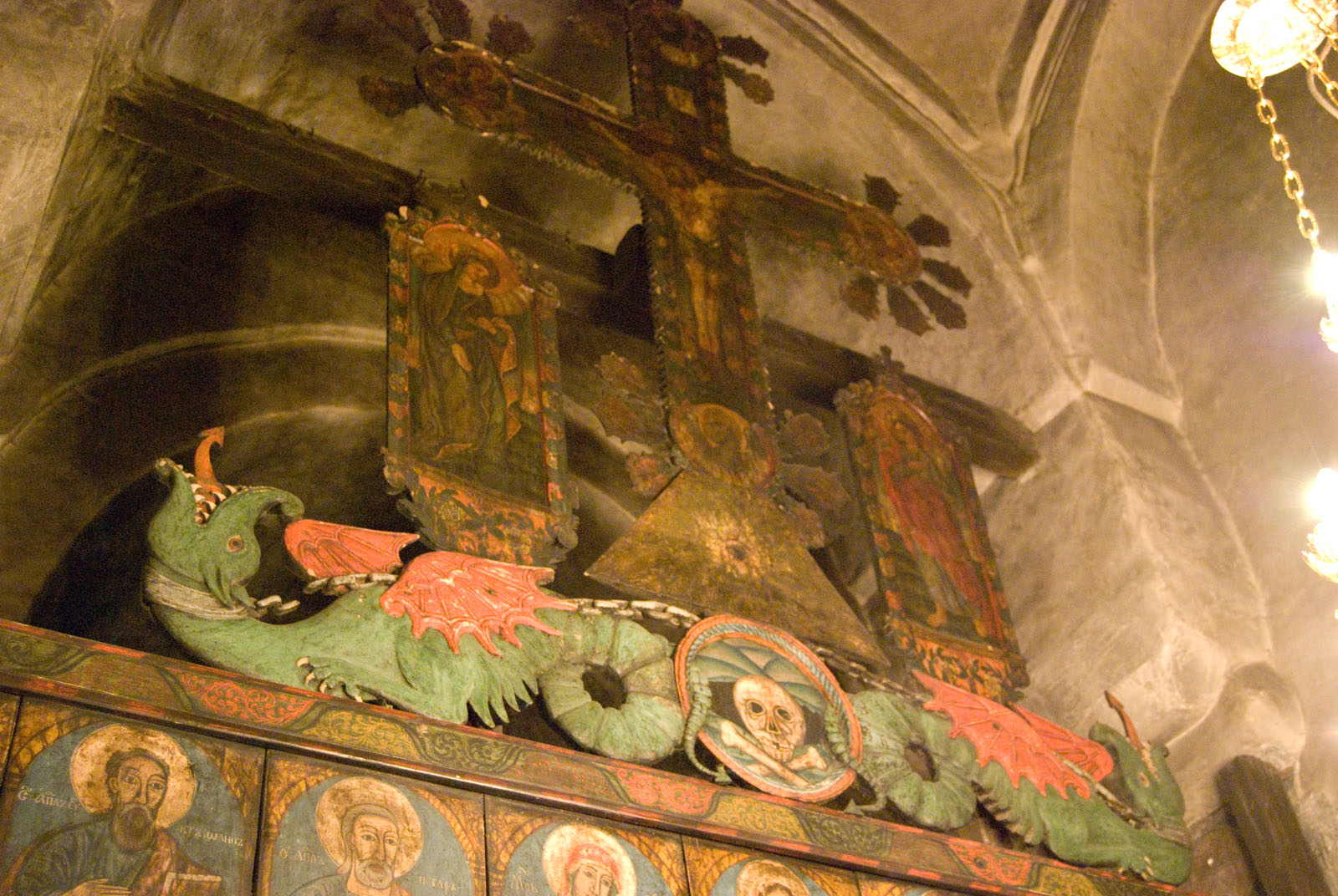
Détail de l'iconostase.

## Cimetière
Au sud de l'église se trouve un cimetière avec de nombreuses pierres tombales du XIXe siècle. Des travaux de restauration ont été réalisés sur l'église en 1968-1969, et sur le cimetière en 1999 et 2005.